# Parti national des îles Caïmans
Le Parti national des îles Caïmans (en anglais : Cayman Islands National Party, CINP) — ou plus simplement le Parti national — est un parti politique aux îles Caïmans.

## Histoire
Le Parti national des îles Caïmans est fondé en janvier 2025, trois mois avant les élections législatives de 2025. Le CINP est dirigé par Dan Scott, ancien président du Conseil de l'éducation et ancien gestionnaire chez Ernst & Young. Scott déclare avoir choisi ce nom pour montrer l'engagement du parti à représenter au mieux les intérêts du peuple et des îles,.
Lors du scrutin de 2025, Scott ne réussi pas à se faire élire dans la circonscription de Cayman Brac Est, mais il assure rester à la tête du CINP. Gary « Peanut » Rutty qui remporte la circonscription de George Town Sud devient le chef parlementaire du parti puis prend la fonction vice-Premier ministre au sein d'un gouvernement composé du CINP, du Parti de la communauté caïmanienne (TCCP) et de trois indépendants.

## Idéologie
Le chef Dan Scott décrit la vision du parti comme étant la préservation des « valeurs, traditions, patrimoine et environnement caïmaniens. ». Le parti présente une liste de candidats sans expérience électorale préalable, composé d'anciens chefs d'entreprise et d'employés du secteur privé. Scott met en avant leur manque d'expérience politique comme un atout. Il critique la classe politique en place, l'accusant de trahir la population en secret, d'avoir détruit la confiance envers le gouvernement, gaspillé l'argent public, fait grimper le coût de la vie et provoqué une crise migratoire.
Dan Scott souligne comme priorités politiques de son parti l'accès à des emplois mieux rémunérés, la sécurité aux frontières, la responsabilisation et l'efficacité du gouvernement, ainsi qu'une réforme de l’immigration. Il insiste également sur l'importance d'une gouvernance « transparente, responsable et centrée sur la communauté. ». Le parti est favorable à l'augmentation du salaire minimum et à l'abolition de la retraite obligatoire pour les Caïmaniens. Scott exprime aussi exprimé son soutien à l’extension de l'autoroute Est-Ouest.

## Résultats électoraux
| Année | Chef      | Voix  | %     | Sièges | Gouvernement |
| ----- | --------- | ----- | ----- | ------ | ------------ |
| 2025  | Dan Scott | 3 596 | 19,51 | 4 / 19 | Coalition    |